# Gary Goodfellow
Gary Goodfellow (Dunedin, 19 oktober 1955) is een Canadees-Nieuw-Zeelands voormalig motorcoureur.

## Carrière
Goodfellow kende een lange motorsportcarrière, die zich uitspande over twintig jaar. Hij won elf kampioenschappen in Canada en kwam uit in de Trans-Atlantische kampioenschappen in Engeland. Verder nam hij regelmatig deel aan motorcross- en superbikewedstrijden.
Goodfellow nam in 1988 en 1989 deel aan het wereldkampioenschap superbike op een Honda en een Suzuki. In 1988 won hij de eerste race op Sugo, waarmee hij de eerste Suzuki-coureur werd die een race won in deze klasse. Op hetzelfde circuit behaalde hij nog een podiumfinish, en ook op Manfeild kwam hij op het podium terecht. In 1989 was hij niet zo succesvol als in het voorgaande seizoen, maar eindigde hij in zijn thuisrace op Mosport en op Brainerd toch in de top 10.